# Ennevelin
Ennevelin is een gemeente in het Franse Noorderdepartement (Frans: département du Nord) (regio Hauts-de-France). De gemeente telde op 1 januari 2022 2.417 inwoners en maakt deel uit van het arrondissement Rijsel.

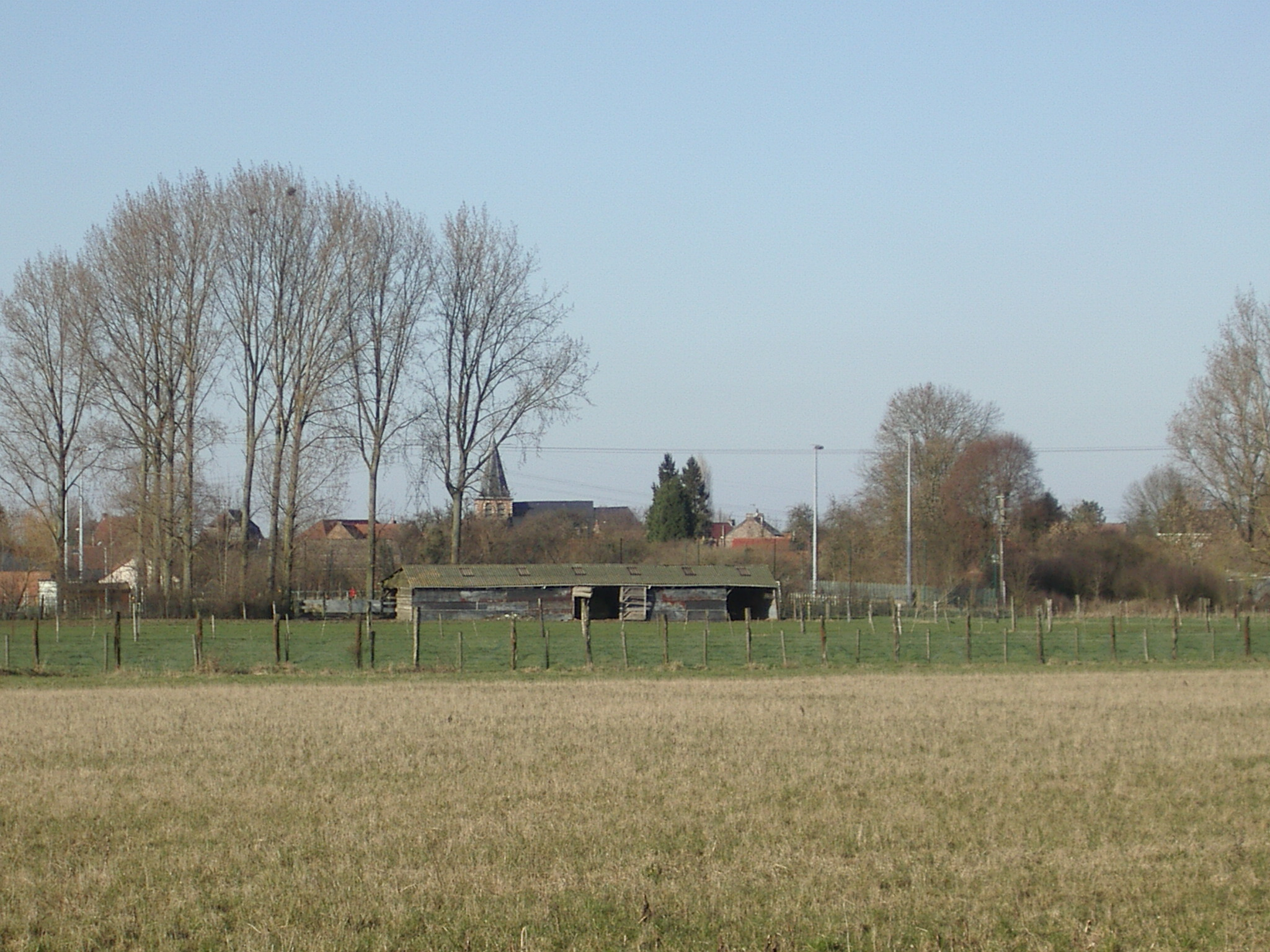
Zicht op Ennevelin

## Geografie
De oppervlakte van Ennevelin bedroeg op 1 januari 2022 9,92 vierkante kilometer; de bevolkingsdichtheid was toen 243,6 inwoners per km². 

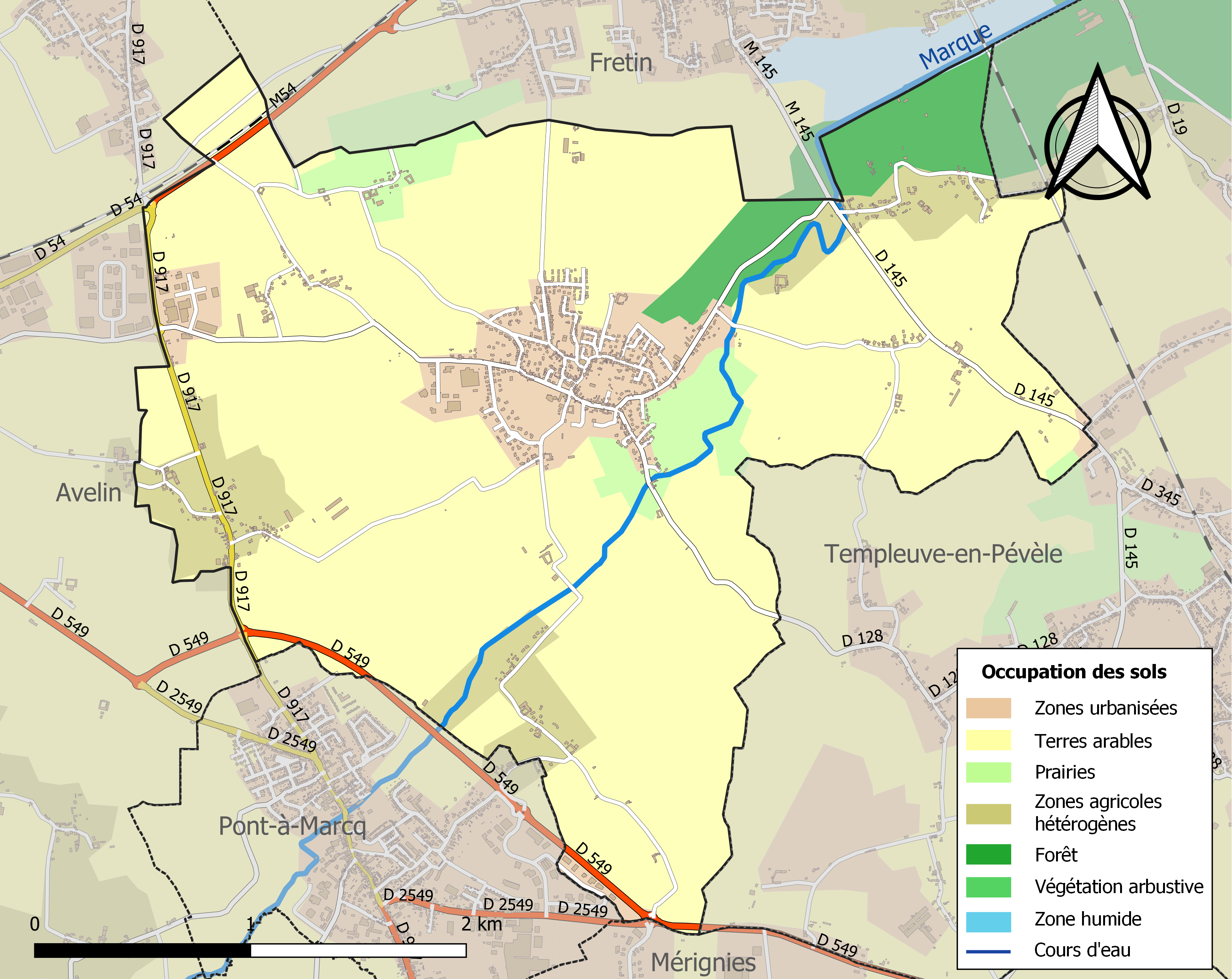
Kaart van de gemeente met belangrijkste infrastructuur, bodemgebruik en omliggende gemeenten

## Bezienswaardigheden
- De Église Saint-Quentin
- De Ferme d'Aigremont

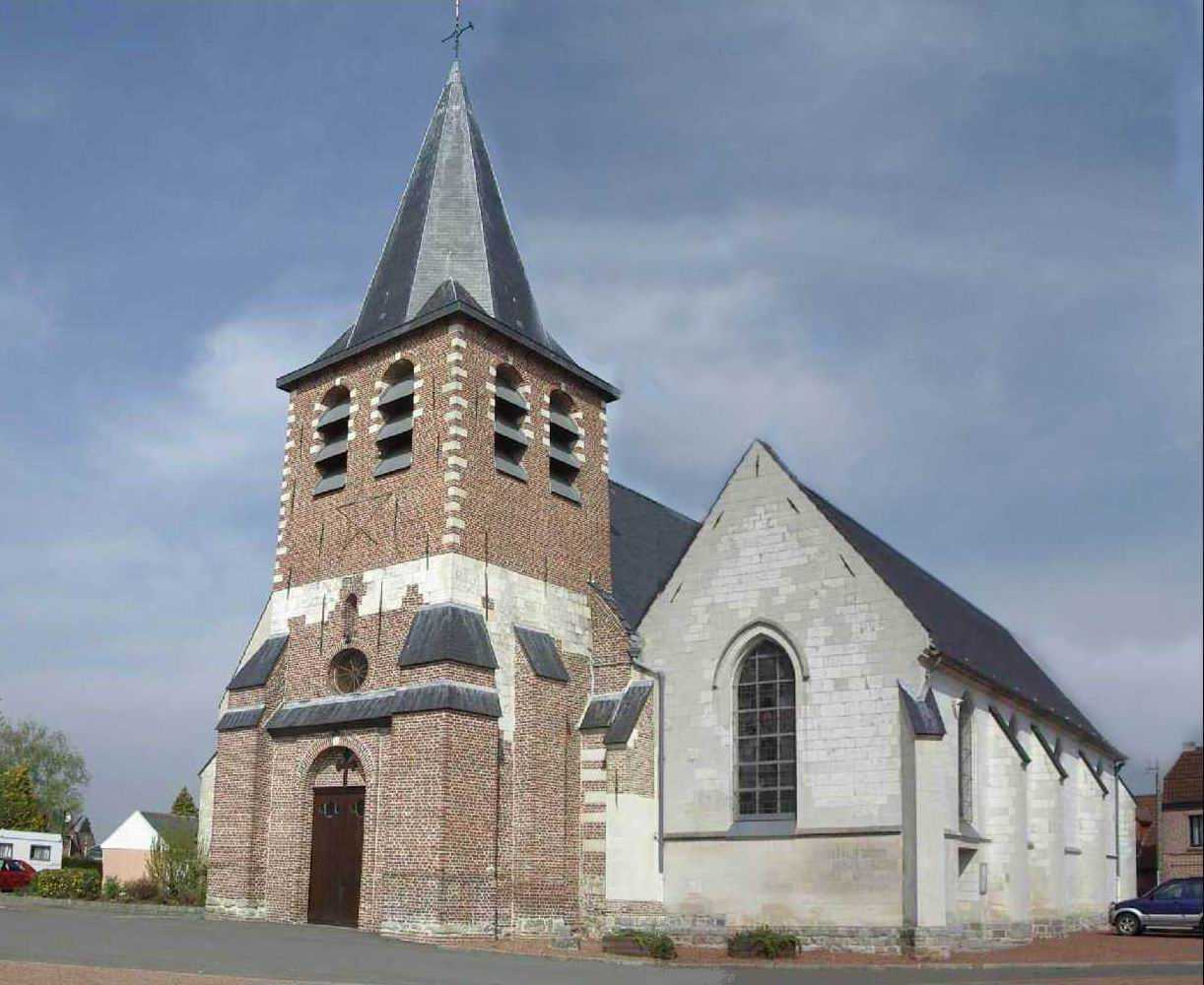
Église Saint-Quentin
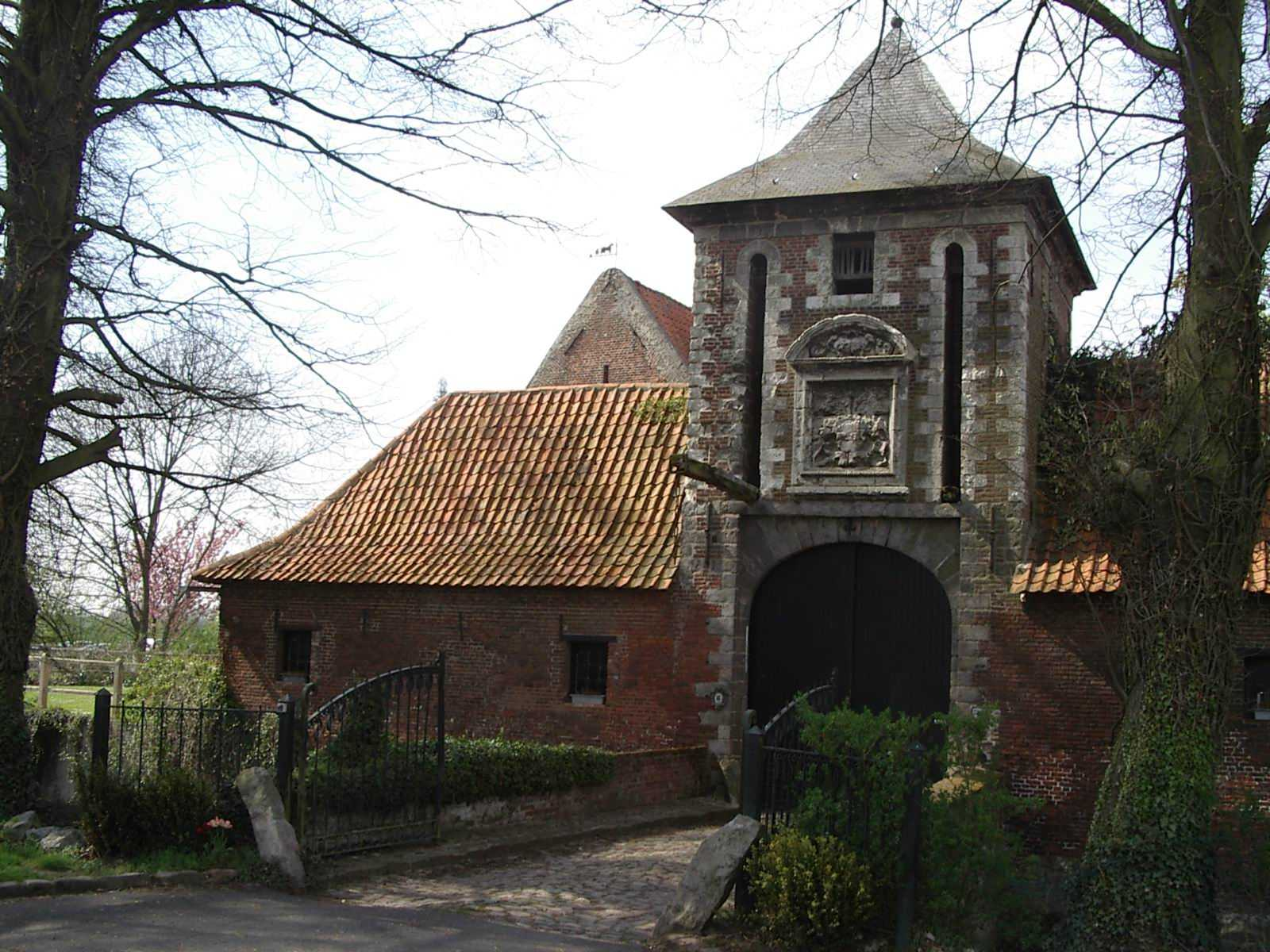
Ferme d'Aigremont

## Demografie
Onderstaande figuur toont het verloop van het inwonertal (bron: INSEE-tellingen).

## Verkeer en vervoer
In de gemeente staat het Station Ennevelin langs de spoorlijn Fives - Hirson. Het station ligt tegen de oostgrens van de gemeente, ruim twee kilometer ten oosten van het dorpscentrum.